# 杨在葆
杨在葆（1935年6月25日—2021年2月13日），男，安徽宿州人，中国电影演员。以银幕硬汉形象而广为人知，曾获两次百花奖最佳男主角、一次金鸡奖最佳男主角。除了表演以外，杨在葆还在行书、草书上有颇高的造诣。

## 生平
1958年，杨在葆首部是在谢晋导演的《大风浪里的小故事》扮演秦兆龙，而他的大银幕第一部主演的作品是1960年出品的影片《红日》，凭借连长石东根这个角色为内地观众所熟知。 1965年进入上海电影制片厂担任演员。由于当时历史时期，他有将近十年没有拍戏。直到1979年《从奴隶到将军》里塑造的将领罗霄成为一代人的经典，进入八十年代之后佳作不断，其中《血，总是热的》、《代理市长》让杨在葆成为第一个获得两次百花奖影帝的演员，前作还为他带来金鸡奖最佳男主角的荣誉，而《代理市长》则是他临危受命接棒因病退组的导演的首个导演作品。八十年代末逐步淡出影坛。2021年2月13日在北京协和医院逝世，享年85岁。

## 作品

### 电影
| 年份   | 片名                 | 角色   | 備註 |
| 1958年 | 《大风浪里的小故事》 |        |      |
| 1963年 | 《红日》             | 石东根 |      |
| 1964年 | 《白求恩大夫》       |        |      |
| 1965年 | 《这是我应该做的》   |        |      |
| 1965年 | 《年轻的一代》       |        |      |
| 1976年 | 《江水滔滔》         |        |      |
| 1978年 | 《大刀记》           |        |      |
| 1979年 | 《从奴隶到将军》     | 罗霄   |      |
| 1981年 | 《原野》             | 仇虎   |      |
| 1981年 | 《许茂和他的女儿们》 |        |      |
| 1983年 | 《血，总是热的》     | 罗心刚 |      |
| 1984年 | 《双雄会》           | 张献忠 |      |
| 1985年 | 《代理市长》         | 萧子云 |      |
| 1998年 | 《昨日的承诺》       | 赵汉青 |      |

### 电视剧
| 年份   | 片名         | 角色     | 備註 |
| 2007年 | 《卧薪尝胆》 | 吴王阖闾 |      |